# Paróquia São Cristóvão (São Paulo)
A Igreja de São Cristóvão, antiga Capela do Seminário da Luz, está localizada na Avenida Tiradentes, nº 84 esquina com a rua 25 de Janeiro no bairro da Luz, zona central de São Paulo, Brasil.
O edifício, construído originalmente em 1855 e inaugurado em 9 de novembro de 1856, conta com dois andares e abrigava o recinto da Igreja, anexos voltados para administração e moradia de pessoas ligadas à Paróquia.
Em 1982, graças a construção original do prédio ter sido feita em taipa de pilão, o mesmo precisou passar por um processo de tombamento e reconstrução, com a demolição de uma ala do seminário que deu lugar a uma rua e com sua mudança de uso, passando a abrigar um comércio também.
Atualmente o edifício do antigo Seminário, que pertence a Cúria Metropolitana, é ocupado por um hotel na parte superior e por comércio no pavimento térreo, permanecendo somente a antiga capela, Igreja de São Cristóvão, com suas funções originais.
A Igreja tem como santo padroeiro São Cristóvão, cujo nome quer dizer "aquele que conduz Cristo" e é protetor e padroeiro dos motoristas. Seu dia de festa dá-se em 25 de julho, onde graças a uma antiga tradição que diz que quem olha para a imagem de São Cristóvão passa o dia protegido, faz com que muitos motoristas e caminhoneiros, principalmente taxistas, passem pela Avenida Tiradentes, em frente à igreja, para receber a benção e proteção do santo.

## História
O Seminário Episcopal, fundado em meados do século XIX por Dom Antonio Joaquim de Melo, já na década de 1880 se encontrava entre os estabelecimentos de maior importância quanto à instrução pública da cidade de São Paulo.
Do grande conjunto construído no final do século XIX, resta ainda a Igreja de São Cristóvão, cujas paredes de taipa de pilão existentes representam a primeira fase da cidade de São Paulo, sendo que o restante do antigo seminário encontra-se descaracterizado.
O quarteirão inteiro, entre a Avenida Tiradentes e a Rua 25 de Janeiro pertencem à Mitra Arquidiocesana, entidade mantenedora da Cúria, sendo assim responsável pela manutenção e salvaguarda de suas propriedades.
Contudo, tanto a Igreja de São Cristóvão quando o antigo Seminário da Luz estão enquadrados dentro das Leis Municipais de Uso de Solo (Z8-200), no que diz respeito ao Programa de Preservação de Bens Culturais Arquitetônicos da Área Central de São Paulo, elaborado pela COGEP (Coordenadoria de Gestão de Pessoas).
Com sua deterioração e desabamento da parede lateral, causando a interdição da igreja em 05 de março de 1982, foi aprovado por unanimidade o processo de tombamento do bem cultural pelo CONDEPHAAT (Conselho de Defesa do Patrimônio Histórico, Arqueológico Artístico e Turístico do Estado) em parceria com a Secretaria de Estado da Cultura, em 12 de maio de 1982, número do processo 22078/82.
Em 01 de junho de 1982 foi iniciado o processo de conservação da Igreja, num trabalho em conjunto com o FRM (Fundação Roberto Marinho), DOP (Departamento de Edifícios e Obras Públicas) e o CONDEPHAAT (Conselho de Defesa do Patrimônio Histórico, Arqueológico Artístico e Turístico do Estado).

A igreja foi restaurada e reinaugurada em 28 de abril de 2001.

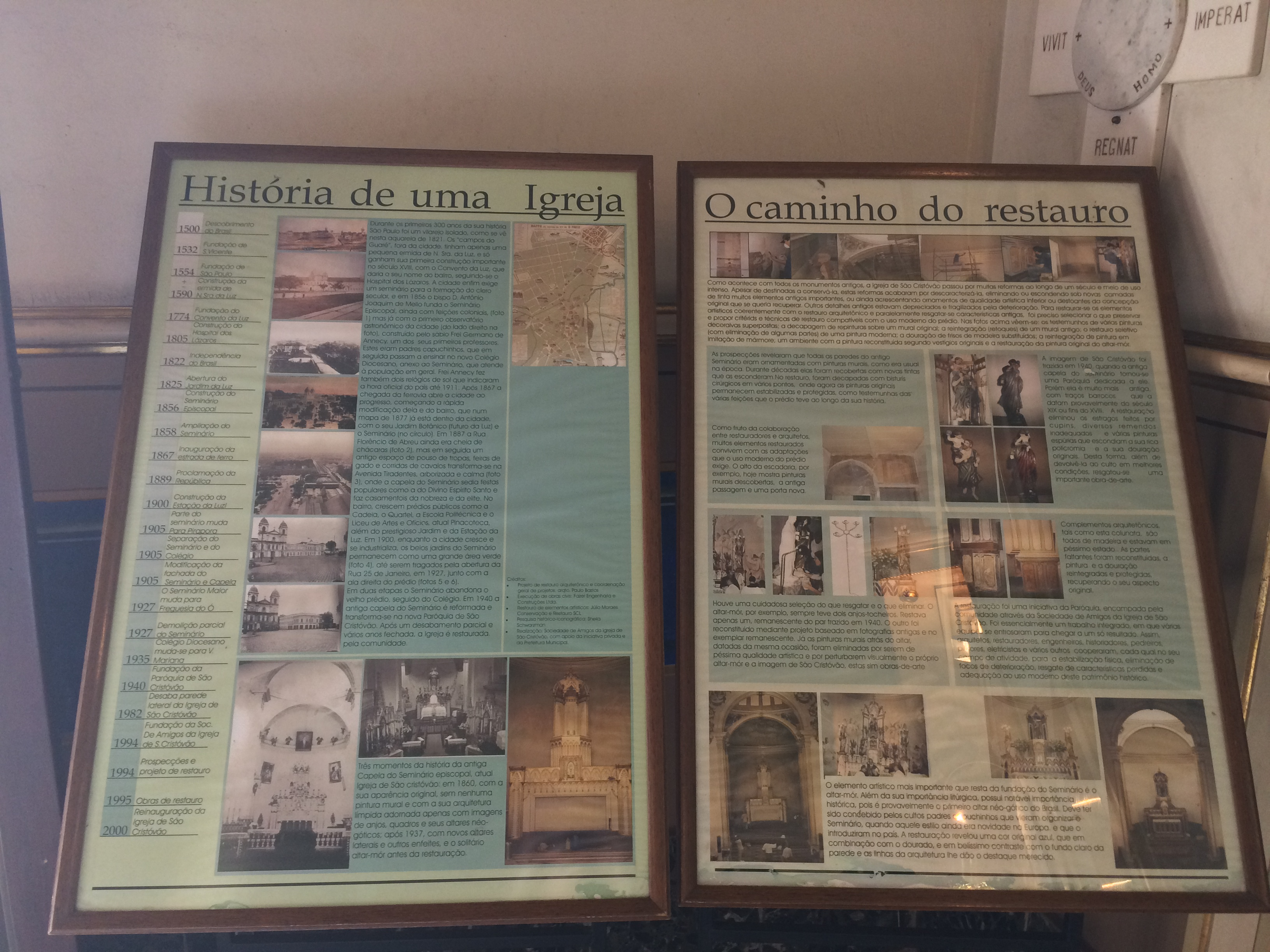
Placa com a história da Igreja de São Cristovão, em São Paulo (SP), Brasil.

### Cronologia
- 1500: Descobrimento do Brasil
- 1532: Fundação de São Vicente
- 1554: Fundação de São Paulo
- 1590: Construção da ermida de Nossa Senhora Da Luz
- 1774: Fundação do Convento da Luz
- 1805: Construção do Hospital dos Lázaros
- 1822: Independência do Brasil
- 1825: Abertura do Jardim da Luz
- 1856: Construção do Seminário Episcopal
- 1858: Ampliação do Seminário
- 1867: Inauguração da estrada de ferro
- 1889: Proclamação da República
- 1900: Construção da Estação da Luz
- 1905: Parte do seminário muda para Pirapora
  - Separação do Seminário e do Colégio
  - Modificação da fachada do Seminário e Capela
- 1927: O Seminário Maior muda para a Freguesia do Ó
  - Demolição parcial do Seminário
- 1935: Colégio Diocesano muda-se para Vila Mariana
- 1940: Fundação da Paróquia de São Cristóvão
- 1982: Desaba parede lateral da Igreja de São Cristóvão
- 1994: Fundação da Sociedade de Amigos da Igreja de São Cristóvão
  - Prospecções e projeto de restauro
- 1995: Obras de restauro
- 2000: Reinauguração da Igreja de São Cristóvão

## Arquitetura

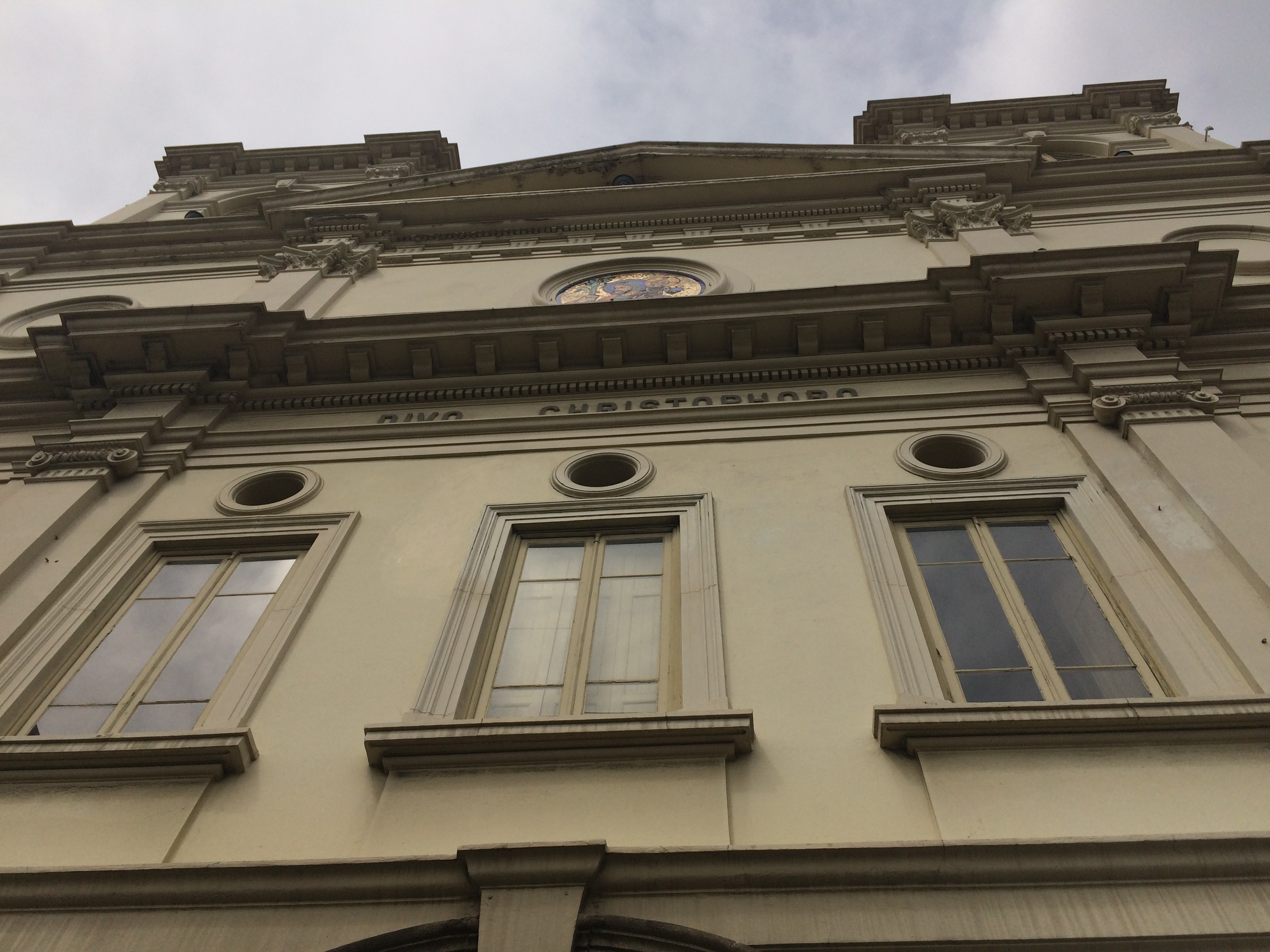
Detalhes da frente da Igreja de São Cristovão, em São Paulo (SP), Brasil.

A Igreja de São Cristóvão conta com apenas um pavimento, dividido em dois andares, o superior e o inferior. Atualmente o edifício é ocupado por um hotel na parte superior e por comércio no térreo, permanecendo somente a Igreja com suas funções originais.
O terreno conta com 1.440 m², sendo sua área construída de 768 m².

## Significado histórico e cultural
A Igreja de São Cristóvão tem sua importância determinada por suas características arquitetônicas, por seu valor histórico – foi construída na primeira fase da cidade de São Paulo – e seu significado sociocultural.
Localizada no bairro da Luz, também anteriormente conhecido como bairro do Guaré, a Igreja teve sua construção iniciada em 1853 junto com a elevação do Seminário Episcopal do qual fez parte.
Na época, o bairro de Guaré já era considerado um espaço significativo em relação às construções históricas. A partir de 1868 o Seminário Episcopal, juntamente com a Igreja de São Cristóvão, figuravam um marco referencial no bairro Luz, junto com outros edifícios como Convento de Nossa Senhora da Luz (1774), Jardim Botânico (1797) e Hospital dos Lázaros (1805).
A construção do Seminário Episcopal, que durou de 1855 a 1860, corresponde a um período de prestigio crescente nas ruas paulistas. O edifício, que foi erguido por um sistema de taipas pois não existiam tijolos na época, lembra o estilo de construção barroco, colonial e românico.

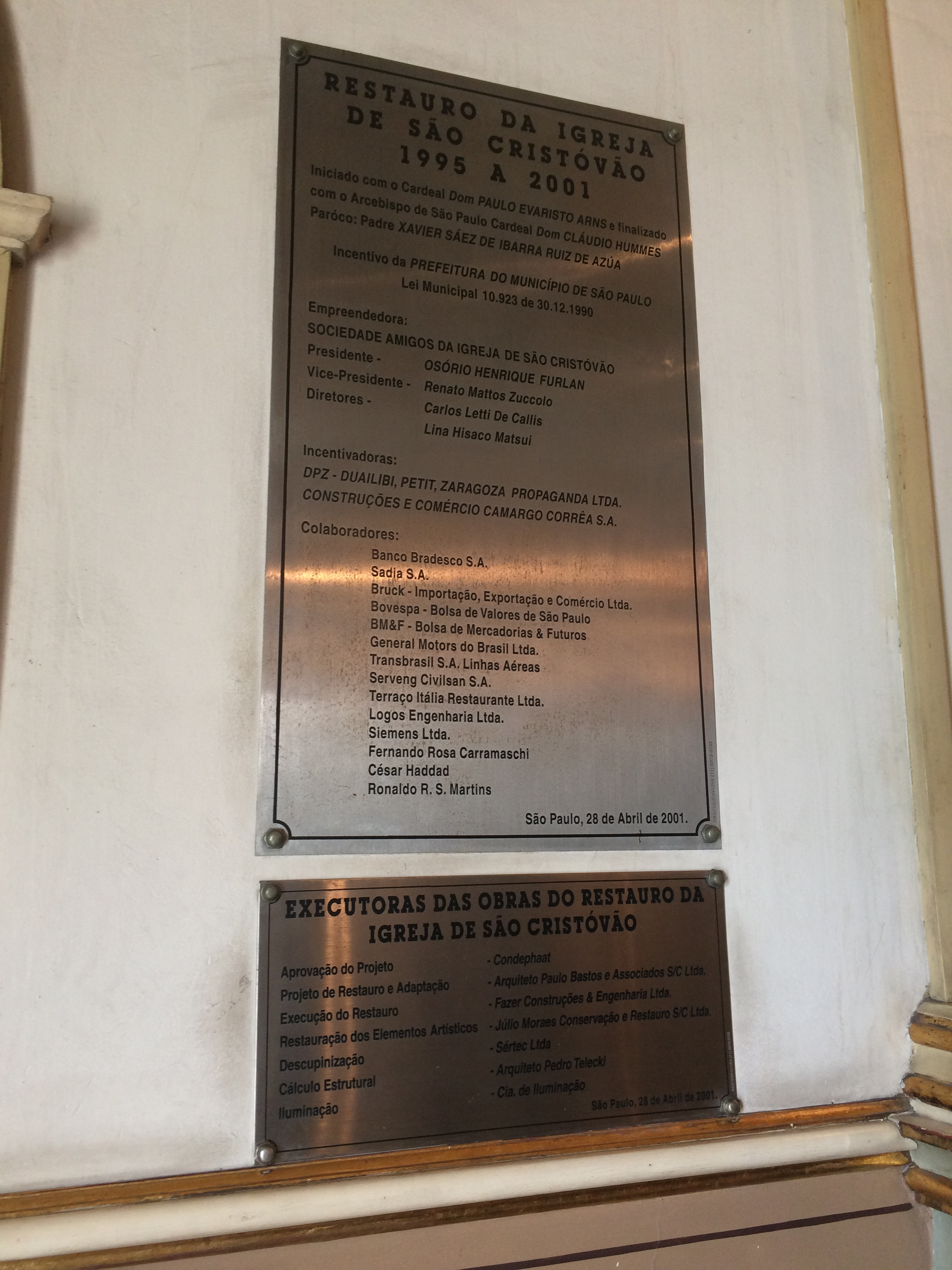
Placa descrevendo a restauração feita na Igreja de São Cristovão, em São Paulo (SP), Brasil.

### Tombamento
Contudo, como o edifício foi construído com um sistema simples e de acordo com a época, foi iminente sua deterioração ao passar dos anos.
O ápice ocorreu com o desabamento de sua parede lateral, causando a interdição da igreja em 05 de março de 1982.
Com isso foi aprovado por unanimidade o processo de tombamento do bem cultural pelo CONDEPHAAT (Conselho de Defesa do Patrimônio Histórico, Arqueológico Artístico e Turístico do Estado) em parceria com a Secretaria de Estado da Cultura, em 12 de maio de 1982, número do processo 22078/82.
Em 01 de junho de 1982 foi iniciado o processo de conservação da Igreja, num trabalho em conjunto com o FRM (Fundação Roberto Marinho), DOP (Departamento de Edifícios e Obras Públicas) e o CONDEPHAAT (Conselho de Defesa do Patrimônio Histórico, Arqueológico Artístico e Turístico do Estado).
A igreja foi restaurada e reinaugurada em 28 de abril de 2001.

## Estado atual
Atualmente, do edifício original, apenas a Igreja de São Cristóvão continua com sua função original.
O elemento artístico mais importante que resta da fundação do Seminário é o alto-mór. Além de sua importância litúrgica, possui também importância importância história, pois é provavelmente o primeiro altar néo-gótico do Brasil. Deve ter sido concebido pelos cultos padres capuchinhos que vieram organizar o Seminário, quando aquele estilo ainda era novidade na Europa e que o introduziram no país. A restauração revelou uma cor original branca.
As missas na igreja acontecem aos sábados – às 15h, aos domingos – às 09h e a missa em louvor à Santa Filomena acontece todo dia 10 de cada mês – às 15h.
No local também acontecem sacramentos como Batizados, Crismas, Cursos para noivos e Primeira Eucaristia.

### Conservação do bem cultural
O restauro da Igreja, que foi iniciado com o Cardeal Dom Paulo Evaristo Arns e finalizado com o Arcebispo de São Paulo Cardeal Dom Cláudio Hummes atualmente encontra-se em estado total de uso e conservação, onde a própria Cúria de São Paulo cuida para que o bem cultural continue sem grandes deteriorações.

## Galeria

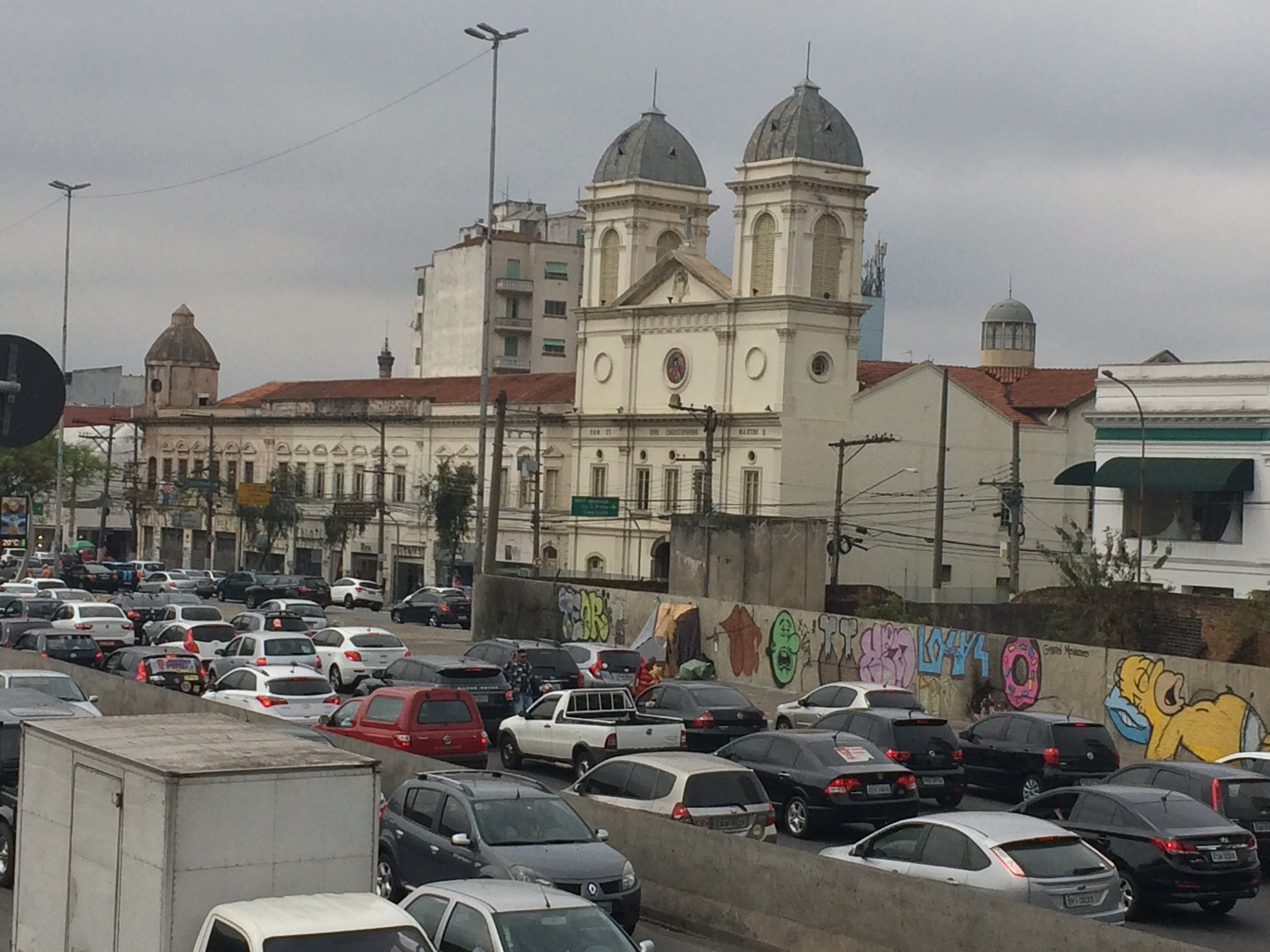
Vista da Igreja de São Cristovão através da Passarela Rua das Noivas, em São Paulo (SP), Brasil
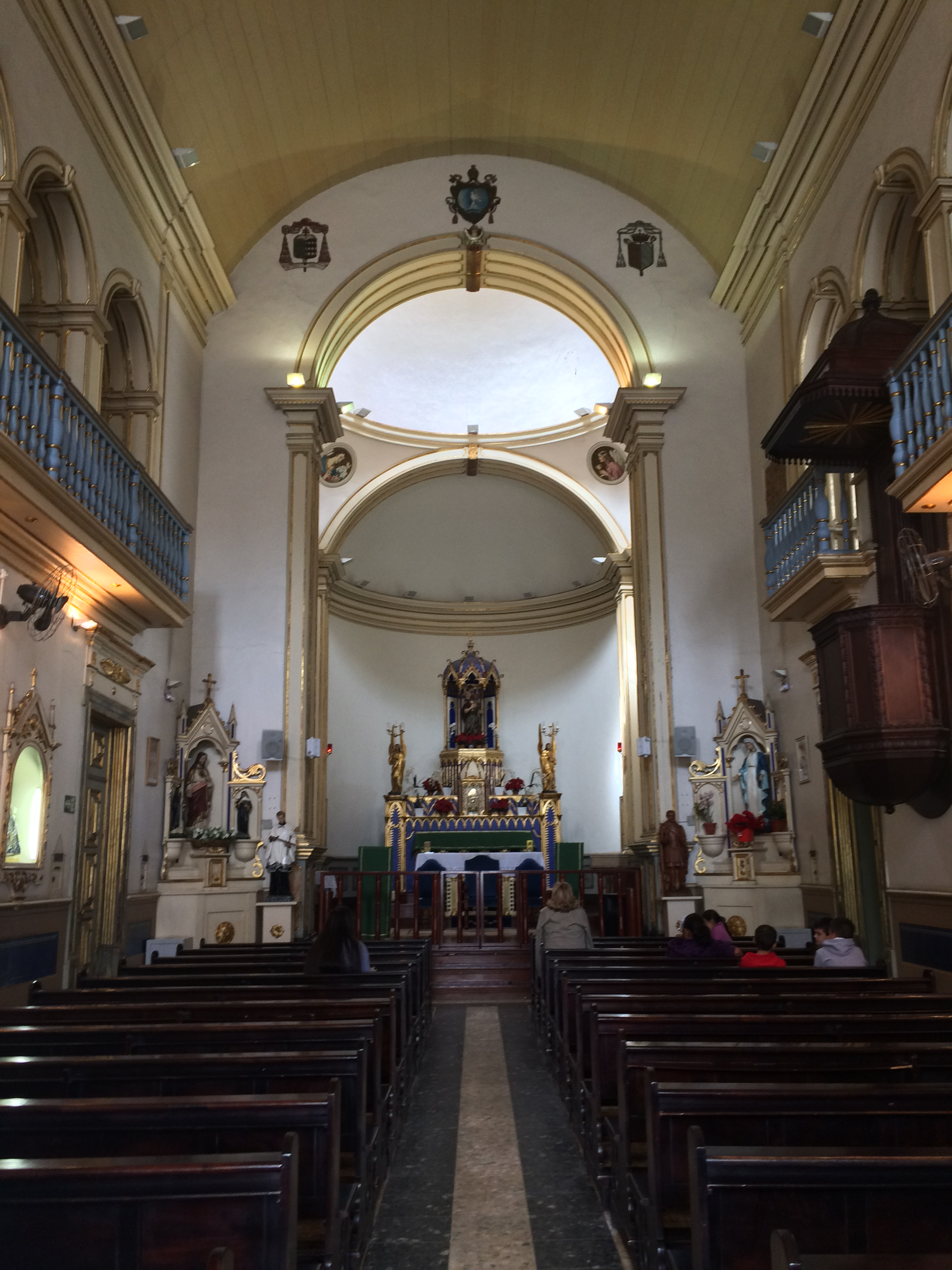
Face nordeste da Igreja de São Cristovão
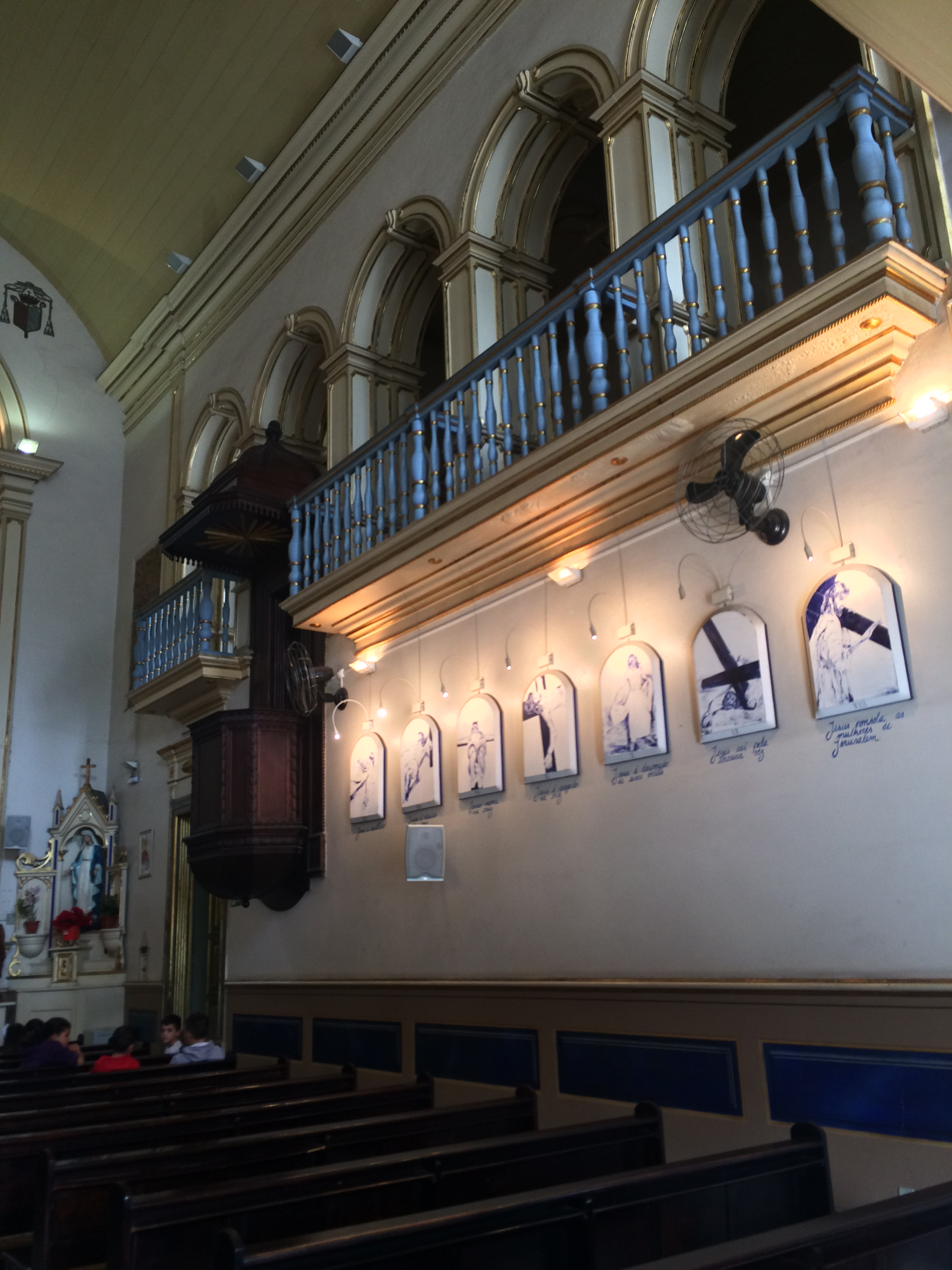
Detalhes do lado direito da Igreja de São Cristovão
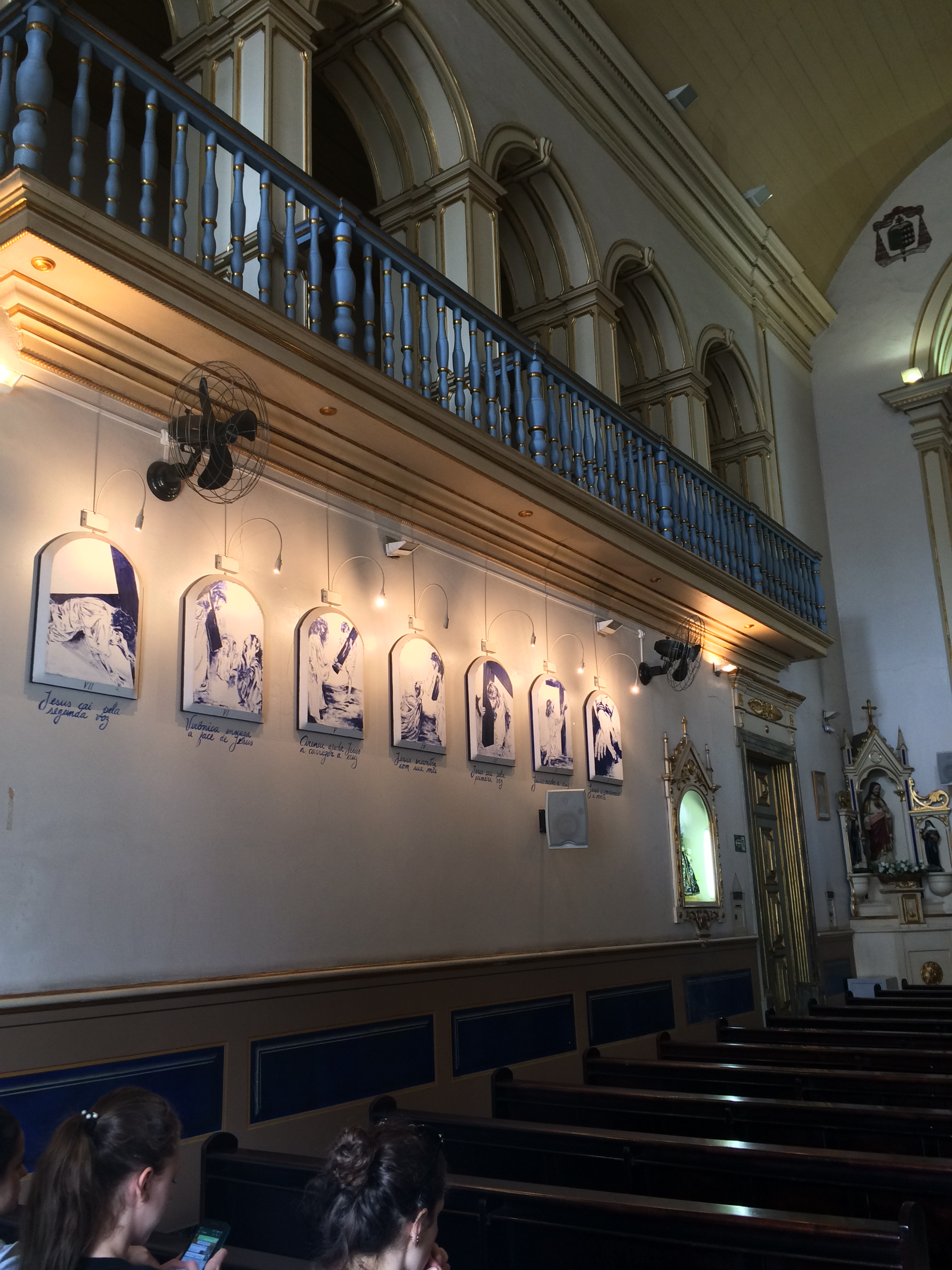
Detalhes do lado esquerdo da Igreja de São Cristovão
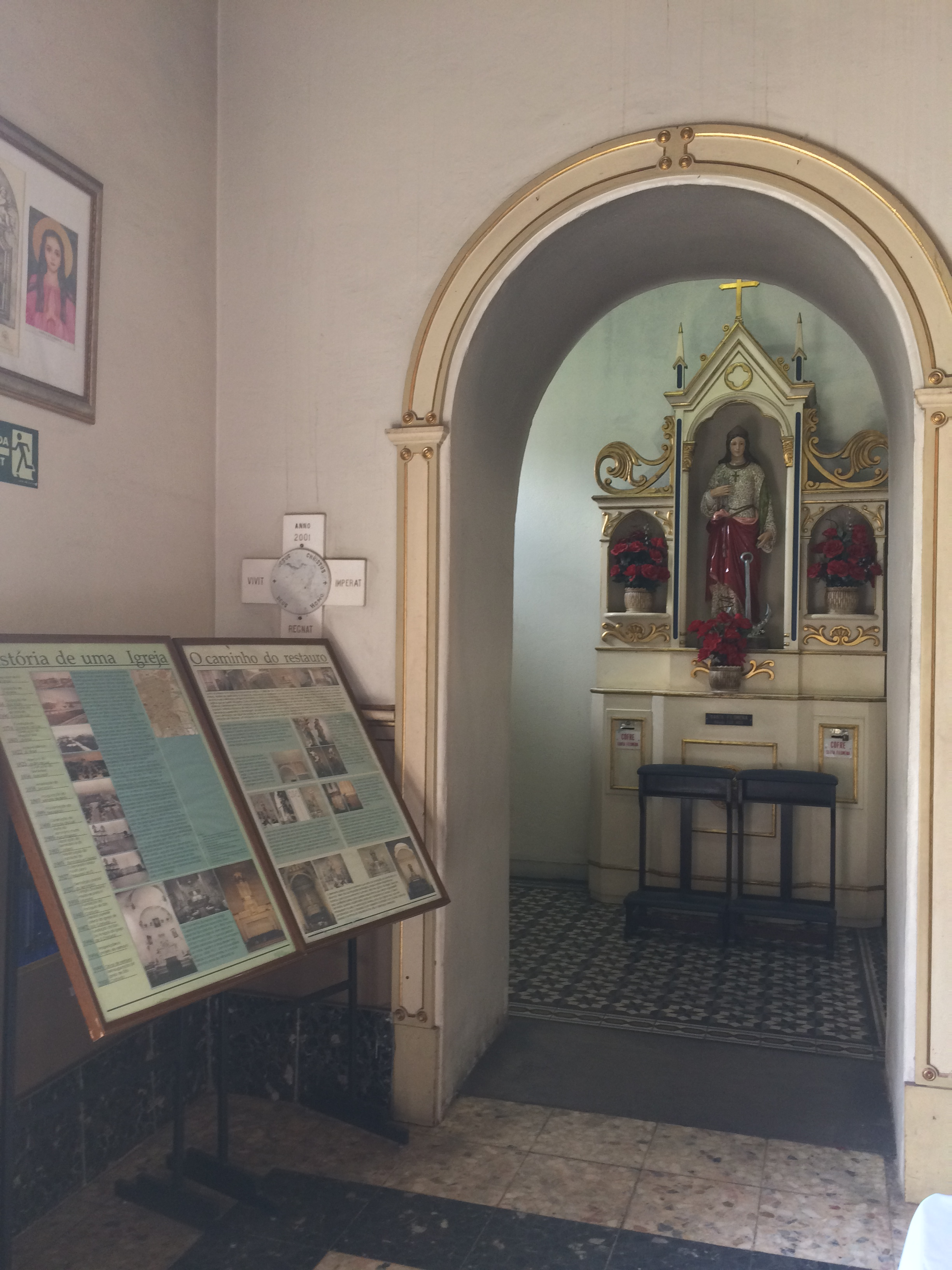
Detalhes do lado noroeste da Igreja de São Cristovão
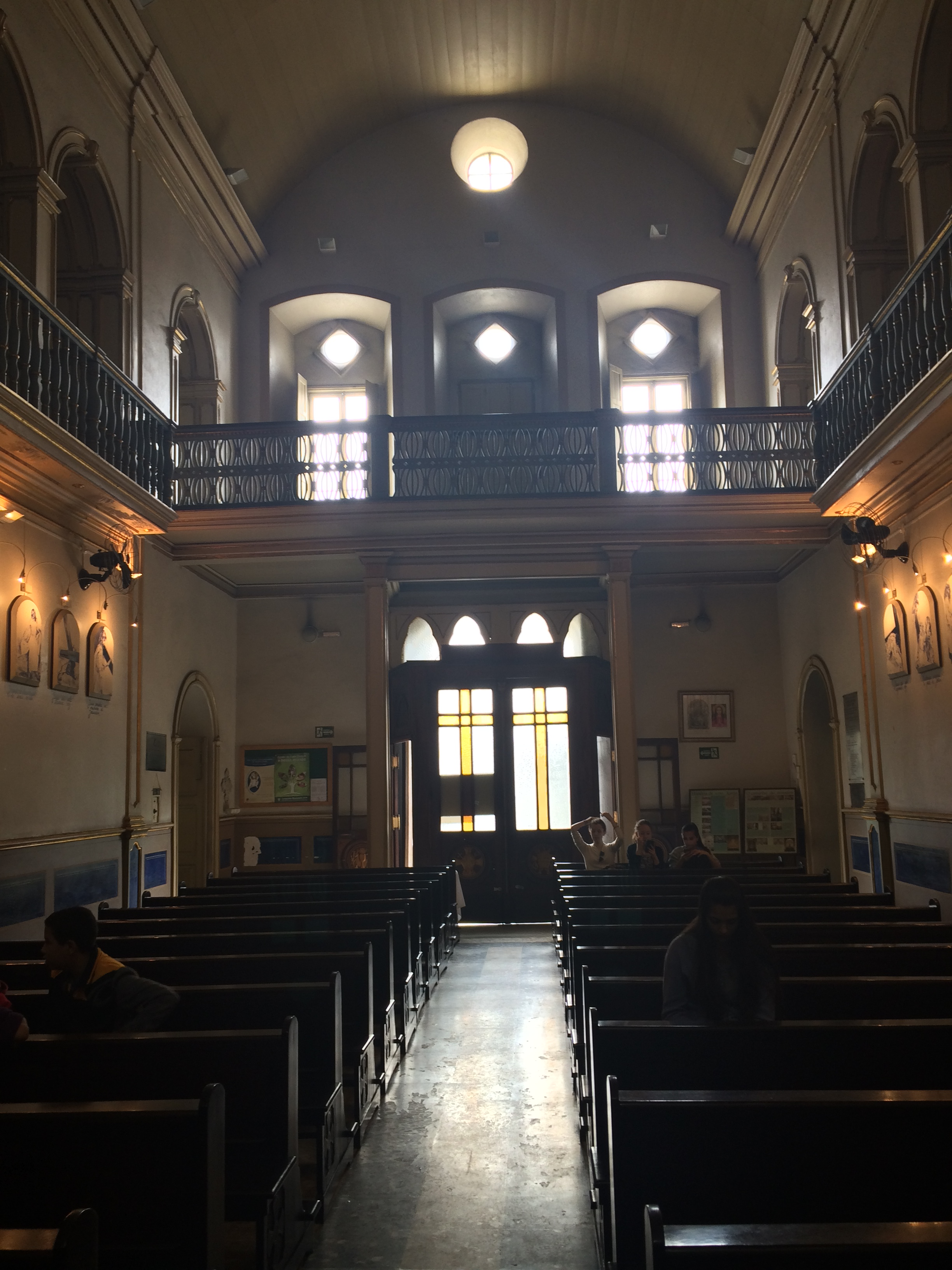
Detalhes do fundo da Igreja de São Cristovão